# Love Kills (Canción de Vinnie Vincent Invasion)
Love Kilss es una power ballad interpretada por la banda americana de Heavy Metal, Vinnie Vincent Invasion, escrita por Vinnie Vincent, es la 2 canción con video en el álbum, es la canción estrella del álbum All Systems Go.

## Historia y tema
El video fue grabado en el 1988 por la MTV, bajo la dirección de Mark Strum y su equipo técnico, con el quien antes grabó junto con la banda el tema Boys are gonna rock, de álbum debut.
La canción cuenta como su título, el amor mata y recibió buena crítica y el álbum pasó de ser vinilo a ser de oro superando al otro, la canción cuenta de 5:36 minutos, si se observa en la canción se ve a Vinnie Vincent interpretar a Freddy krueger. 

### Antecedentes
La grabación del segundo disco titulado All systems go finalizó en 1988 y a su salida alcanzó cifras respetables de ventas llegando a rozar el Oro (500.000 copias) y debutando más alto que su predecesor en listas. Ahora sí, el cuarteto se embarcó en una gran gira taloneando a Alice Cooper por todo Estados Unidos, pero rápido, las tensiones comenzaron entre Vinnie y Mark. Se comenta que Vinnie Vincent, celoso del vocalista le hacía dormir en hoteles separados del resto de la banda y viajar solo. La discográfica quería un protagonismo mayor para Mark y que este fuese el centro de atención en el grupo además de que comenzase a escribir temas con Vinnie.

### Películas
En la película A Nightmare on Elm Street 4: The Dream Master, que contó con Robert Englund como Freddy Krueger y el invitado Vinnie Vincent promocionando el video musical. Sin embargo, parece que si bien la canción todavía está en la película, los lanzamientos posteriores de Dream Masteren VHS y DVD, la canción ha bajado un poco en comparación con otras canciones de la película y canciones de otras películas de la serie Nightmare on Elm Street . Una tercera pista del álbum, "Ashes to Ashes" recibió algo de difusión por radio.

### Versiones
En el álbum de Vinnie Vincent, Kiss My Ankh, se saco una versión, a excepción de que no canta Mark Slaughter, si no Robert Fleischman, en la batería esta V. Meister y Andre LaBelle, en el bajo esta Vinnie Vincent, junto con su guitarra.

## Equipo
- Vinnie Vincent: Guitarra, Coros.
- Dana Strum: Bajo, Coros, Guitarra.
- Bobby Rock: Batería, Coros.
- Mark Slaughter: Voz.

### Adicionales
- Jeff Scott Soto: Coros